# خالدة أديب
خالدة أديب أديوار (بالتركية: Halide-edip-adivar) (ولدت في عام 1884 وتوفيت في 9 يناير عام 1964) روائية، وسياسية، وأكاديمية ومعلمة تركية. وتعرف ب (العريف خالدة). خالدة أديب واعظة ماهرة حيث أنها رسخت في عقول شعب إسطنبول ما قامت به من جهود كثيرة ضد غزو البلاد وذلك من خلال الخطب التي ألقتها في عام 1919. كما أنها قدمت العديد من الخدمات بجانب مصطفى كمال في الجبهة بحرب الإستقلال. وعلى الرغم من أنها مواطنة مدنية الا أنها أعتبرت كبطلة حرب وحازت على رتبة عسكرية. وخلال الحرب شاركت أيضا في تأسيس وكالة الأناضول وأسست أيضا مهنة الصحافة. بدأت خالدة أديب الكتابة باعلان الملكية الدستورية الثانية. فهي تعد واحدة من الأدباء اللاتي أنتجوا أعمال متنوعة بالأدب التركي خلال فترات الملكية الدستورية والجمهورية حيث أنها كتبت 21 رواية وأربع قصص ولها عملين مسرحيين والعديد من الأعمال النقدية. فأكثر عمل شهرة لها هو رواية «المهرج وإبنته». أفصحت مكاناً في أعمالها لتثقيف المرأة ولوضع المرأة في المجتمع بصفة خاصة. ومن خلال كتاباتها دافعت عن حقوق المرأة. اقتبست الأفلام والمسلسلات التلفزيونية العديد من كتبها. وعلى مدار الأربعة عشرة عاماً التي عاشت بهم خارج تركيا منذ عام 1926 كانت هي الكاتبة التركية الأكثر شهرة في البلدان الأجنبية وذلك بفضل ما عقدته من مؤتمرات وما قدمته من أعمال باللغة الإنجليزية. كانت خالدة أديب أستاذة أدب في جامعة إسطنبول ورئيسة قسم فقه اللغة الإنجليزية وكانت سياسية في البرلمان الذي أسس في عام 1950. وهي زوجة عدنان أديوار وزير الصحة بحكومة البرلمان.

## أعوام طفولتها وتعليمها
ولدت في بيشكتاش بإسطنبول في عام 1884. ووالدها هو محمد أديب بك وكان وزيراً للسلطان عبد الحميد الثاني ومديراً ليوانينا وبورصة الريجي ووالدتها هي فاطمة بيريفيم. فقدت والدتها في عمر مبكر. أكملت تعليمها الأساسي بالمنزل من خلال أخذها دروس خاصة وبينما هي في السابعة من عمرها وعقب فترة وجيزة من كلية روبرت التي التحقت بها حينما بلغت أهينت بأمر السلطان حيث أنه أمر بعدم امكانية الطلاب المسلمين الدراسة في المدارس المسيحية وبدأت مرة أخرى الدروس الخصوصية بالمنزل. ونشرت كتابها التي ترجمته في الوقت الذي تعلمت به اللغة الإنجليزية في عام 1897. وكان هذا الكتاب هو العمل المسمى «الأم» لجاكوب أبوت مؤلف كتب الأطفال الأمريكية. وبسبب هذه الترجمة منحها السلطان عبد الحميد الثاني وسام الجمعيات الخيرية في عام 1899. وعقب ذلك، عادت خالدة للكلية وبدأت في تعلم اللغة الإنجليزية واللغة الفرنسية. وكانت أول إمرأة مسلمة تنال شهادة من كلية روبرت.

### زواجهاالأولوأطفالها
وفي عام تخرجها من الكلية تزوجت بصالح ذكي عالم الرياضيات معلمها بالعام الأخير في الكلية. كان زوجها يقضي معظم وقته في المرصد الفلكي لأنه كان مديره وكانت حياتها مملة للغاية. وفي الأعوام الأولى من زواجها ساعدت زوجها على كتابة العمل المسمى ب«قاموس الرياضيات». وترجمت إلى اللغة التركية قصص لحياة أشهر علماء الرياضة البريطانين. وترجمت أيضا العديد من قصص شيرلوك هولمز. وبدأت في أن تسمع لأعمال الكاتب الفرنسي إميل زولا التي لها أهمية كبيرة. وعقب ذلك، وجهت اهتمامها لشكسبير. وترجمت عمله المسمى «هاملت». وفي عام 1903 أنجبت أول مولود لها وكان إسمه آية الله وعقب ذلك بستة عشرة أشهر أنجبت ثاني مولود لها وكان إسمه حسن حكمت الله توغو. وأن سبب تسميتها لإبنها حسن حكمت الله توغو بهذا الإسم هو لأنه اسم الإميرال توغو قائد القوات اليابانية البحرية حيث أنها سعدت بفوز اليابان على روسيا التي تعد جزءاً من الحضارة الغربية في الحرب اليابانية الروسية التي وقعت في عام 1905.

### دخولها فيمجالالكتابة
كان إعلان الملكية الدستورية للمرة الثانية نقطة تحول في حياة خالدة أديب في عام 1908. بدأت في كتابة مقالات تتعلق بحقوق المرأة بالجرائد في عام 1908. نشرت أول مقالة لها بجريدة «طنين» التي أصدرها توفيق فكرت. وفي البداية، كانت توقع في مقالاتها باسم خالدة صالح لأنه اسم زوجها. وجذبت مقالاتها انتباه ضواحي المحافظات بالامبراطورية العثمانية. وخلال أعمال الشغب في 31 مارس جائت إلى مصر مع نجليها لفترة وجيزة بسبب خوفها من تعرضها للقتل. ومن هناك ذهبت لإنجلترا وكانت ضيفاً في منزل الصحفي البريطاني إيزابيلا فراي الذي يعرفها بفضل مقالاتها عن حقوق المرأة. وفي فترة تواجدها بإنجلترا كانت تواصل موضوع المساواة بين الرجل والمرأة وكانت تسعى لأن تكون شاهدة على المناقشات الودية ولأن تلتقي بقادة الرأي مثل برتراند راسل.
عادت إلى إسطنبول في عام 1909. وبدأت في نشر مقالاتها الأدبية بجانب مقالاتها ذات المحتوى السياسي. وطبعت روايات باسم «هايولا وأم رايكا». وفي تلك الأثناء، تولت مهمة التفتيش في المدارس الأساسية مع مهمة التعليم في مدارس تعليم البنات. كان لروايتها الشهيرة التي كتبتها باسم «البقالة المليئة بالذباب» أهمية كبرى لأنها اعترفت بضروروة هذه الوظائف ولأنها عرفت الأحياء القديمة بإسطنبول.
طلقت في عام 1910 من زوجها صالح ذكي بسبب رغبته في الزواج بإمرأة أخرى. وعقب ذلك بدأت في أن تستخدم في مقالاتها اسم خالدة أديب بدلا من خالدة صالح. وفي العام نفسه نشرت رواية «سافيا طالب». تحكي هذه الرواية بأنه كان هناك إمرأة تركت زوجها وعاشت مع رجل أخر تحبه. ويعد عمل مخنث. وخلال الفترة التي طبعت بها الرواية تعرضت للعديد من الإنتقادات. ذهبت خالدة أديب مرة أخرى لإنجلترا في عام 1911 وقضت فترة وجيزة هناك. وعند عودتها لتركيا بدأت حرب البلقان.

### أعوامحرب البلقان
قامت السيدات خلال حرب البلقان بدوراُ فعالاً في المجتمعات البشرية. وفي تلك الأعوام كانت خالدة أديب واحدة من مؤسسي جمعية ترقية المرأة، وعملت في عمليات الإغاثة. ومن ثم توجهت إلى كتابة كتاب يتعلق بالتعليم لأنها كانت معلمة آنذاك. كتبت كتاباً باسم التعليم والأدب بالاستفادة من العمل المسمى «الأسس النفسية للتربية والتعليم» لهيرمان هاريل هورن الفيلسوف والمعلم الأمريكي. وفي تلك الفترة، التقت بكتاب مثل ضياء كوك ألب، ويوسف آقجورا، وأحمد أغا أوغلو وحمدالله صبحي في جمعية الثقافة. وتؤمن خالدة أديب بأفكارهم وذلك بسبب صداقتها لهم وكتبت عملها المسمى ب «توران الجديد» لتأثرها بأفكارهم. وفي عام 1911 نشرت رواياتها المسماة ب «تدمير المعبد وهاندان».

### أعوامالحرب العالمية الأولى
انتهت حرب البلقان في عام 1913. استقالت خالدة أديب من مهنة التدريس وعينت مفتشة عامة لمدارس البنات. وكانت في هذه المهنة عندما بدأت الحرب العالمية الأولى. وفي عام 1916 ذهبت للبنان وسوريا بناءُ على دعوة جمال باشا لفتح مدارس جديدة. وفي العام نفسه طبعت الكتاب المسمى ب«العمل الأخير» حيث أنه يعد رواية رومانسية. وفتحت مدرستين للبنات ودار أيتام في الدول العربية. وخلال تواجدها هناك تزوجت بعدنان أديوار طبيب العائلة في بورصة وذلك من خلال الوثيقة التي منحتها لوالدها. وعندما كانت في لبنان أصدرت نصاُ كلامياُ للأوبرا من ثلاثة فصول باسم رعاة كينان. ولحن العمل ويدي سبرا. وكان موضوع هذا العمل يدور حول النبي يوسف وإخواته. وعلى الرغم من ظروف الحرب في تلك الأعوام الإ أن طلاب الأيتام قد قاموا بتمثيلها ثلاثة عشرة مرة. عادت خالدة لإسطنبول في 13 مارس 1918 بسبب إخلاء الجيوش التركية لسوريا ولبنان. وروت في كتابها المسمى ب «المنزل ذات العنقود الأرجواني» جزء كبير من حياتها.

### أعوامالنضالالوطنيوأطروحة الانتدابالأمريكي
بدأت خالدة أديب في تدريس الأدب الغربي في جامعة إسطنبول عقب عودتها إليها. عملت في جمعيات ثقافية تركية وهي مستوحاه من حركة الشعبيون في روسيا. وترأست جمعية القرويين التي أسستها مجموعة صغيرة في الجمعية الثقافية التركية بهدف نقل الحضارة للأناضول. وعقب إحتلال أزمير أصبح النضال الوطني هو أهم عمل لها. ولعبت دوراُ في تهريب الأسلحة للأناضول من خلال دخوله للمنظمة السرية التي تسمى بقوات الأمن. كانت رئيسة تحرير المجلات العظمى التي أصدرها محمد زكريا الكاتب بجريدة التايمز وزوجته صبيحة هانم.
كان معظم المثقفين المؤيدين للنضال الوطني ينحازون لفكرة التعاون مع الولايات المتحدة الأمريكية ضد الغزاه. كانت خالدة من بين مؤسسي جمعية مبادئ ويلسون في 14 يناير 1919 مع مثقفين مثل رفيق خالد وأحمد أمين ويونيس نادي الذين ينحازون لهذه الفكرة. وعقب شهرين أغلقت الجمعية. كتبت السيدة خالدة في 10 أغسطس 1919 خطابا لمصطفى كمال زعيم النضال الوطني الذي يواصل أعداده لأطروحة الانتداب الأمريكي لمؤتمر سيفاس. إلا أن هذه الأطروحة سيتم مناقشتها في المؤتمر لفترة طويلة ثم بعد ذلك سيتم رفضها. إتهمت خالدة أديب بأنها منتدبة حتى أنها أتهمت أيضاً بأنها خائنة وذلك بسبب الخطاب  التي أفصحت به مكاناً للنص الكامل لخطاب مصطفى كمال في عملها المسمى «خطاب». وبعد أعوام، عندما عادت خالدة أديب لتركيا قالت «كان مصطفى كمال باشا على حق» وذلك في الحديث الصحفي التي ألقته.

### مسيراتإسطنبولوحكمالإعدام
كانت تنظم مسيرات احتجاج مرارا في إسطنبول بسبب احتلال اليونان لأزمير في 15 مايو 1919. كانت خالدة أديب واعظة جيدة وكانت أول المتحدثين الذين خرجوا على المنصة في حشد الفاتح الذي كان أول حشد في الهواء الطلق والذي عقده إتحاد المرأة العصري في 19 مايو 1919 وكان أيضاً مكلم للواعظات.
إنضم حشد أوسكودار في 20 مايو لحشد كاديكوي في 22 مايو. وأعقبتهم حشد سلطان أحمد الذي أصبح بطل خالدة أديب. حيث أن جملة «الشعب صديقنا والحكومة عدوتنا» التي قالها في البيان التي ألقاه دون كتابته أو إعداده سابقا أصبحت قولاُ مأثوراُ.
احتلت بريطانيا إسطنبول في 16 مارس 1920. كانت خالدة أديب وزوجها الدكتور عدنان من بين أول الأشخاص الذين أصدر عنهم حكم الإعدام. وفيما يلي أول ستة أشخاص حكم عليهم بالإعدام في القرار الذي أصدره السلطان في 24 مايو: مصطفى كمال، قرة واصف، علي فؤاد باشا، أحمد رستم، الدكتور عدنان وخالدة أديب.

### النضالفيالأناضول
غادرت خالدة أديب إسطنبول مع زوجها قبل إصدار حكم الإعدام عليهم. وشاركت في النضال الوطني في أنقرة. تركت خالدة أطفالها بمدرسة داخلية بإسطنبول وخرجت مع زوجها عدنان على ظهر خيل في 19 مارس 1920. وبعد أن وصلوا لجيفا إستقلوا القطار مع يونس نادي بك الذي التقوا به وذهبوا لأنقرة ووصلوا أنقرة في 2 إبريل 1920.
تولت خالدة أديب منصباً في القيادة العامة التي توجد بكالابا بأنقرة. وأثناء ذهابها لأنقرة وافق مصطفى كمال أتاتورك على تأسيس وكالة أخبار باسم وكالة الأناضول كما اتفقوا مع يونس نادي بك في محطة أكحيصار وبدأت حينئذ العمل في الوكالة. كانت تعمل كمراسلة وكاتبة ومديرة للوكالة. كانت الأعمال التي تديرها خالدة أديب هي تجميع الأخبار والتواصل عن طريق التلغراف بالأماكن التي بها معلومات حول النضال الوطني، توفير غرى للافتات على فناء المساجد في الأماكن التي لا توجد بها، تتبع الصحافة الغربية والتواصل مع الصحفيين الغربيين، توفير لمصطفى كمال مقابلات مع الصحفيين الأجانب، القيام بالترجمة في هذه المقابلات، مساعدة جريدة السيادة الوطنية التي أصدرها يونس نادي بك والتعامل مع رؤساء تحرير أخرين لمصطفى كمال.
كانت رئيسة الهلال الأحمر بأنقرة في عام 1921. وفي العام نفسه في شهر يونيو تولت الرعاية في الهلال الأحمر بأسكيشهر. وفي أغسطس قد أبلغت مصطفى كمال من خلال التلغراف برغبتها في الانضمام إلى الجيش وعينت في القيادة العامة للجبهة. وكانت عريفة خلال معركة صقاريا. ووظفت في لجنة فحص المظالم المسئولة عن الأضرار الذي قام بها اليونانين تجاه الشعب وذلك من خلال الدراسات والتقارير. فهي مدينة بتجاربها في الحرب فيما يخص الإعراب عن الجوانب المختلفة لحرب الإستقلال بشكل واقعي في الروايات التي تسمى «مذاكرات تمحيص تركيا بإطلاق النار» في عام 1922، و«قميص من لهب في عام 1922»، و«ألم القلب في عام 1924» و «ابن زينو».
وخلال الحرب تولت خالدة أديب العمل في مقر الجبهة، وبعد معركة دوملوبونار ذهبت لأزمير مع الجيش. وخلال ذهابها لأزمير ارتقت لرتبة رقيب أول. وحصلت على وسام الإستقلال بسبب فائدتها من الحرب.

### عقبحربالإستقلال

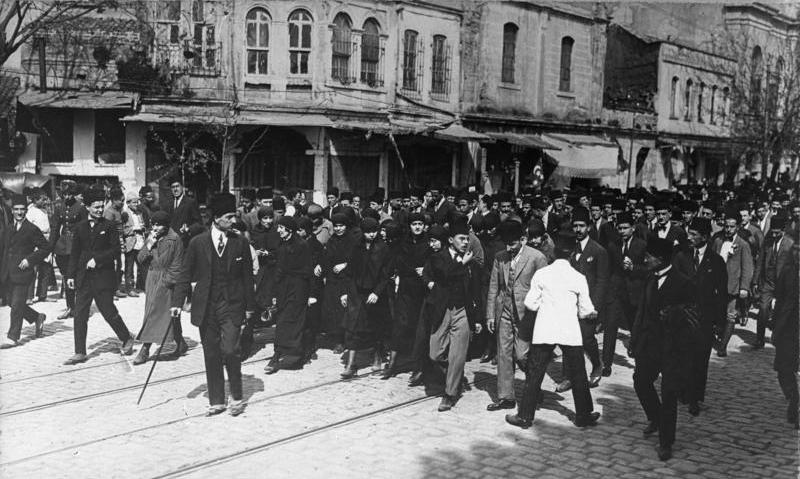
مظاهرة أثناء حرب الإستقلال التركية

وبعد أن انتهت حرب الإستقلال بانتصار الجيش التركي عادت لأنقرة. ذهبت لإسطنبول مع زوجها عندما وظف بنيابة إسطنبول في وزارة الشئون الخارجية. ذكرت في عملها المسمى تمحيص تركيا بإطلاق النار جزءاً من ذكرياتها.
وبعد إعلان الجمهورية كتبت خالدة أديب في جرائد مثل المساء، والتايمز والاقدام. وفي تلك الأثناء حدثت معارضات سياسية فكرية مع الحزب الشعبي الجمهوري ومصطفى كمال أتاتورك. وإنسحبت من السلطة بسبب مشاركة زوجها عدنان أديوار في تأسيس الحزب الجمهوري التقدمي. وعندما أغلق الحزب الجمهوري التقدمي وبدأت فترة الحزب الواحد باعتماد قانون تقرير الهدوء، إضطرت لمغادرة تركيا مع زوجها عدنان أديوار وذهبت لإنجلترا. عاشت في خارج تركيا لمدة 14 عام حتى عام 1939. قضت أربعة أعوام بإنجلترا وعشرة أعوام بفرنسا.
أعطت خالدة أديب محاضرات بالعديد من الأماكن من أجل عرض الثقافة التركية على الرأي العام العالمي كما أنها واصلت كتابتها للكتب خلال الفترة التي عاشت بها بخارج الوطن. وكانت أحد المتحدثين في جامعات مثل كامبردج وأكسفورد بإنجلترا والسوربون بفرنسا. ذهبت من خلال دعوة للولايات المتحدة الأمريكية مرتين وللهند مرة واحدة. وفي عام 1928 جذبت الانتباه بشكل كبير بأنها أول سيدة تترأس مؤتمر المائدة المستديرة بمعهد السياسة بويليامز في أول جولة لها للولايات المتحدة الأمريكية. وسنحت لها الفرصة لرؤية أولادها الذين عاشوا في الولايات المتحدة الأمريكية لأول مرة وذلك خلال هذه الجولة بعد 9 أعوام من انفصالها عنهم بسبب الانضمام للنضال الوطني في الأناضول. وفي عام 1932 ذهبت للولايات المتحدة الأمريكية مرة أخرى بسبب دعوة من كلية برنارد بجامعة كولومبيا وتجولت في جميع أنحاء البلاد بسبب سلسلة من المؤتمرات كما في جولتها الأولى. وأعطت محاضرات في جامعة ييل، وإلينوي وميشيغان. ونتيجة هذه المؤتمرات عرضت عملها المسمى «نظرة تركيا للغرب». وفي عام 1935 عندما أستدعت للهند للمشاركة في حملة تأسيس الجامعة الإسلامية جاما ميليا قامت بالتدريس في جامعات دلهي، كلكتا، بيناريس، حيدر أباد، اليجنر، لاهور وبيشاور. وجمعت مؤتمراتها في كتاب. وبالإضافة إلى ذلك كتبت كتاباً حول انطباعاتها تجاه الهند.
وفي عام 1936، نشرت عملها الأكثر شهرة والذي يعد النسخة الأصل ل«البقالة المليئة بالذباب» وهو «ابنة المهرج» باللغة الإنجليزية. وفي العام نفسه نشرت الرواية في جريدة الأخبار باللغة التركية. وفي عام 1943 حاز هذا العمل على جائزة الحزب الشعبي الجمهوري.وكانت هذه الرواية هي الأكثر إلحاحاً وشعبية في تركيا.
وعادت لإسطنبول في عام 1939.وفي عام 1940 تولت مهمة تأسيس فقه اللغة الإنجليزية بجامعة إسطنبول. وتولت رئاستة لمدة عشرة أعوام. وكان لمحاضراتها التي ألقتها عن شكسبير صدى كبير.
وفي عام 1950، دخلت البرلمان كنائبة لأزمير عن دائرة الحزب الديمقراطي. كما عملت كنائبة مستقلة. وفي 5 يناير 1954، تركت هذه المهنة من خلال نشرها لمقالة بعنوان الوداع السياسي بجريدة الجمهورية. وعملت مرة أخرى في الجامعة. وفي عام 1955، تأثرت بفقد زوجها عدنان بك.
وفي 9 يناير عام 1964، توفت خالدة أديب أديوار بإسطنبول بسبب فشل كلوي وذلك عن عمر يناهز ال80 من عمرها. ودفنت في مقبرة مركز أفندي.

## أعمالها

### رواياتها
| العام | الاسم                    | ملحوظة |
| ----- | ------------------------ | ------ |
| 1909  | الشبح                    |        |
| 1909  | أم رايكا                 |        |
| 1912  | هاندان                   |        |
| 1913  | توران الجديد             |        |
| 1918  | قرار محتوم               |        |
| 1923  | قميص من لهب              |        |
| 1923  | إطلقوا النار على الفاجرة |        |
| 1924  | آلالام القلب             |        |
| 1928  | ابن زينو                 |        |
| 1936  | البقالة المليئة بالذباب  |        |
| 1937  | قتل يولبالاس             |        |
| 1939  | البعوض                   |        |
| 1946  | المعرض الأبدي            |        |
| 1954  | المرآه الدوارة           |        |
| 1958  | شارع السيدة الحكيمة      |        |
| 1958  | ابن السيد كريم           |        |
| 1959  | هزلية الشارع العاشق      |        |
| 1961  | الرعاية                  |        |
| 1963  | مقاطع من الحياة          |        |

### قصصها
| العام | الاسم                          | ملحوظة |
| ----- | ------------------------------ | ------ |
| 1911  | معابد منهدمة                   |        |
| 1922  | الذئب المتسلق للجبل            |        |
| 1963  | من أزمير لبورصة                |        |
| 1974  | سيدا المحبوبة القابعة في القبة |        |

### ذكرياتها
| العام | الاسم                        | ملحوظة |
| ----- | ---------------------------- | ------ |
| 1962  | تمحيص تركيا بإطلاق النار     |        |
| 1963  | المنزل ذات العنقود الأرجواني |        |

### مسرحياتها
1- رعاة كنعان (1916)
2-القناع والروح (1945)

## روابط خارجية
- خالدة أديب على موقع IMDb (الإنجليزية)
- خالدة أديب على موقع الموسوعة البريطانية (الإنجليزية)
- خالدة أديب على موقع قاعدة بيانات الفيلم (الإنجليزية)